# نظرية الفكر السردي
نظرية الفكر السردي، هي نظرية فكرية مصمّمة بهدف ردم الهوّة بين الأداء العصبي للدماغ ، والتدفّق اليومي للتجربة الواعية. اقترح لي روي بيتش هذه النظرية، ثمّ طوّرها بالتعاون مع بايرون بيسيل وجيمس وايز (2016).

## معلومات أساسية
تُعتبر نظرية الفكر السردي (تي. إن. تي.) نسخةً محسّنةً من نظرية الصورة، التي طُوّرت بصفتها بديلًا عن نظرية الاختيار العقلاني. يكمن جوهر نظرية الصورة في الفكرة القائلة بأن المحاولات طويلة الأمد لإدارة المستقبل –بدلًا من النتائج قصيرة الأمد– لها دور هام في صناعة القرارات. يُسمّى نموذج عملية صنع القرار الخاص بنظرية الصورة باسم «اختبار التوافق»، إذ يُجرى في كلّ من الاختبارات المختبرية والميدانية «إل. آر. بيتش وتي. كونلي (2005). سيكولوجية صنع القرار: الأفراد في المنظّمات. مدينة ثاوزند أوكس، سي. إيه: دار سايج للنشر». أُبقي على هذا الاسم قبل أن تُعاد صياغته، ليصبح اختبار التباين في نظرية الفكر السردي.
ارتبطت مواطن الضعف في نظرية الصورة بإخفاقها في تحديد مفهوم الصورة على نحو واف.[بحاجة لمصدر] أدّت المحاولات اللاحقة والهادفة إلى تحديد هذا المفهوم إلى استبداله بالسرد، إذ استندت هذه التحديدات إلى عمل والتر آر. فيشر (1987) في نظرية الاتصالات. أسفر استكشاف الآثار المترتبة على التحديدات إلى تشكيل نظرية الفكر السردي، التي تفترض أن السرد هو الأسلوب الطبيعي للفكر البشري في القصّة التي تحدّد ما أوصلنا إلى هذه اللحظة وما يحدث الآن وما يمكن توقّعه في المستقبل. أسفر هذا الأمر بدوره عن دراسة الرغبة «الطبيعية» -على ما يبدو- في التفكير بأسلوب سردي، وجذورها المنتشرة في العمليات العصبية المعروفة التي تصيغ الأحداث العصبية في قالب سردي بدائي. أدى هذا الأمر بدوره إلى الرأي القائل بأنّ التفكير السردي نتاج من نتائج التطوّر.

## التطوّر السردي
تصف نظرية الفكر السردي الدماغ على أنّه مكوّن من أنظمة فرعية تعمل متضافرةً لإثارة الوعي. تسهم بعضٌ من هذه النظم الفرعية –مثل الإدراك والذاكرة- في مضمون الوعي. يرمّز أحد الأنظمة الفرعية في نصف الدماغ الأيسر مضمون اللغة، بينما يربطه نظامٌ فرعيٌ آخر في نصف الدماغ الأيمن بالعواطف. تعمل هذه الأنظمة الفرعية معًا باعتبارها جزء من نظام واحد يُسمّى بـ «المفسّر»، إذ ينظّمون معًا مضمون الوعي. يُعتبر هذا الترتيب بمثابة أصل السرد في المرحلة البدائية، أي السرد الأولي الذي يُعتبر بسيطًا وحديثًا؛ إذ يستطيع عكس ما يحدث في الوقت الحالي. يُنظر إلى السرد الأولي لدى الأطفال الرضّع على أنه القصة بأكملها إلى حد كبير؛ لكن يرتبط السرد الأولي السابق مع السرد الأولي الحالي بعد تكوين الذكريات، إذ يتبلور السرد الأكثر تعقيدًا بعد أن يمدّ مقدمو الرعاية يد العون لهم. تتطوّر ذخيرة السرد المعقّد، فيستمر السرد الأولي بتحديثها بالمعلومات الحالية الخاصة بجهاز الإدراك الحسّي، الأمر الذي يُبقي السرد على دراية بما يحدث في البيئات الداخلية والخارجية. ومع مرور الوقت، يتطوّر نوعا السرد.

## نوعا السرد
يتمحور السرد التأريخي حول ما حدث في الماضي وما يحدث الآن وما يُتوقّع حدوثه في المستقبل، إذ يُعتبر بمثابة القصة المستمرة للتجربة الواعية. أمّا السرد الإجرائي فيتمحور حول كيفية القيام بالأشياء، إذ يتعلّق بالتصرّفات التي يمكن أن يفعلها المرء ليُطلع السرد التأريخي بشكل أفضل. يتمحور السرد الإجرائي أيضًا حول التصرّفات التي يمكن أن يفعلها المرء لرسم المستقبل من خلال العمل بشكل مباشر على البيئة الداخلية أو الخارجية لتحقيق النتائج المرجوة. يتبع السرد الإجرائي للسرد التأريخي. تشير كلمة «سرد» عند استخدامها بشكل فردي إلى السرد التأريخي. [ومن الجدير بالذكر أن السرد التأريخي والسرد الإجرائي متوازيان، لكنّهما غير متطابقين. وفقًا لما قاله دانييل كانيمان (2011) عن النظام 1 والنظام 2].

## طبيعة السرد
يُعتبر السرد أكثر من مجرّد ذكريات محدّثة حول ما حدث مؤخرًا، فهو عناصر التجربة الواعية المستمرة والتفكير اللحظي وغنى الحياة العقلية؛ التي هي أساس التخمينات الواعية حول المستقبل. يُعتبر السرد بمثابة مزيج من الذكريات والصور المرئية والسمعية وغيرها من المشاعر المصاحبة. أمّا فيما يتعلّق بعناصر السرد، فهي الرموز التي تمثّل الأحداث والعناصر الفاعلة الحقيقية والمُتخيلة (بما في ذلك الشخص ذاته)، إذ من الممكن أن تكون العناصر الفاعلة كائنات حيّة أو قوى غير حيّة. ترتبط هذه الأحداث والعناصر الفاعلة بالسببية التي تنطوي على الزمانية، وعلى الهدف بالنسبة للعناصر الفاعلة غير الحيّة. الأمر الذي يعني أن السرد مكوّن من ترتيب زمني للأحداث التي تتسبّب بها الكائنات الحيّة عن قصد (بما في ذلك الشخص ذاته)، أو الأحداث الناجمة عن القوى غير الحيّة. يكمن المعنى في حبكة السرد، التي تُستحدث بواسطة ترتيب متماسك للأحداث والعناصر الفاعلة.

## السببية والمعقولية والتماسك
تُعتبر السببية بمثابة العمود الفقري الهيكلي لجميع أنواع السرد، أي السرد التأريخي والإجرائي. ويعود السبب لكون السببية مصدرًا لزمانية السرد. يعمل هذا الجانب الزماني من السببية بأثر رجعي، أي من الأثر إلى السبب، الأمر الذي يسمح للشخص بتفسير ما يحدث الآن بصفته نتيجةً لما حدث في الماضي. تعمل السببية بأثر لاحق أيضًا، أي من السبب إلى الأثر، الأمر الذي يسمح للشخص بوضع توقّعات لما سيحدث في المستقبل بناءً على ما يحدث الآن وما حدث من قبل. يُعتبر السرد الجيّد معقولًا، وذلك إن كانت تصرّفات العناصر الفاعلة مساهمة في الحبكة ومعهودة؛ أي أن تكون العناصر الفاعلة متّسقة بشكل معقول في السرد. يتماسك السرد الجيّد إن كانت تصرّفات العناصر الفعالة وآثارها متّفقة مع القواعد السببية للشخص. باختصار، يُعتبر السرد الجيّد منطقيًا لأنه لا يُفضي إلى نهايات مفتوحة.

## القواعد السببية
ترتبط القواعد غير الاحتمالية بما يُتوقّع حدوثه كنتيجة لأفعال أشخاص آخرين أو قوى خارجية لا يمكن السيطرة عليها. بينما تتعلّق القواعد الاحتمالية بما يُتوقّع حدوثه نتيجةً لتصرّفات المرء. تشكّل هذه القواعد الروابط السببية بين عناصر السرد، التي تُعتبر أساس التوقّعات المترقّبة والفعلية على التوالي.
تُخبر القواعد السببية الشخص بسبب حدوث شيء ما أو كيفية حدوثه. أمّا النوع الآخر من القواعد فهو القواعد المعيارية، التي تُخبر الشخص لماذا يجب أن يحدث شيء ما. تدور القواعد المعيارية حول ما يُصنّف بمرغوب أو غير مرغوب. ما يعني أن القواعد المعيارية هي معايير لما هو أخلاقي وصحيح ومناسب ومبدئي ومعقول ولائق ومفضّل وما إلى ذلك، التي تُعتبر جميعها قيمًا وتفضيلات خاصة بالفرد.

## السرد الحالي
يُعرّف السرد الحالي بوصفه السرد الذي يركّز عليه الشخص في الوقت الحالي. إذ يُنظر إليه على أنه السرد المنطقي لما حدث حتّى الوقت الحاضر، ما يحدث الآن، وما سيحدث بعد ذلك. ينتج الأخير عن استقراء الأجزاء المتعلّقة بالماضي والحاضر في السرد الحالي، بهدف استحداث تخمينات مدروسة حول المستقبل. يُسمّى التخمين المتعلّق بكيفية تجلّي المستقبل في حال لم يبذل الفرد أي جهد لتغييره بالتوقّع المرتقب، بينما يُسمّى التخمين المتعلّق بكيفية تجلّي المستقبل بناءً على جهود المرء لتغييره بالتوقّع الفعلي. يُعتبر كلا التوقّعين أنوعًا من أنواع السرد واستقراءً للسرد الحالي، إذ يُبنى كليهما بواسطة ذخيرة واحدة من القواعد السببية، ويخضع كلاهما لتدقيق القواعد المعيارية؛ ويعتبران خياليين أيضًا.